# Pattuglia mobile di zona

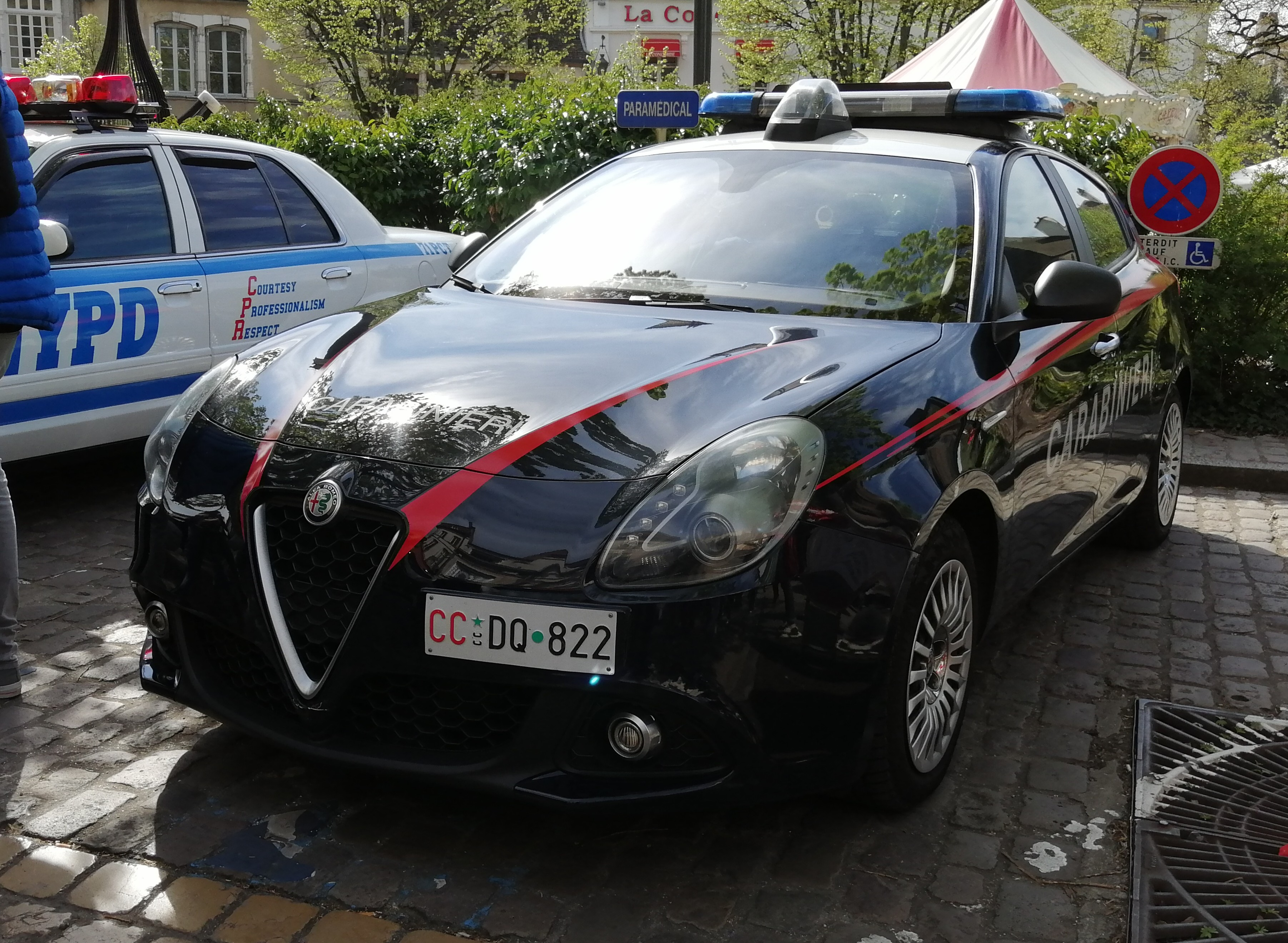
Una Alfa Romeo Giulietta delle PMZ. La mancanza del tradizionale scudetto sulla fiancata la differenzia dalla versione in uso al Nucleo radiomobile

La Pattuglia Mobile di Zona, abbreviata in PMZ, è l'unità in servizio presso le tenenze, le stazioni e alcune compagnie cittadine dell'Arma dei Carabinieri.
Le PMZ integrano il pronto intervento del Nucleo radiomobile all'interno delle città più grandi ove richiesto, ma i compiti principali sono il controllo del territorio e la prevenzione generale per mezzo di servizi vari, disposti dal Comando di compagnia dal quale dipendono.